# Stammliste der Künigl
Dies ist die Stammliste der Künigl von Ehrenburg (auch Kunigl, Khinigl, Chunig), einem altadeligen Tiroler Adelsgeschlecht, seit 1563 Freiherrn von Ehrenburg und Warth und seit 1662 Grafen zu Ehrenburg, Freiherrn zu Warth. Nachkommen dieses Adelsgeschlechts leben heute in zwei Linien überwiegend in Südtirol und Österreich.

## Stammliste

### Älteste Linie
Die Stammliste wurde erstellt nach dem Stammbaum in Constantin Wurzbach: Biographisches Lexikon des Kaiserthums Österreich. und ergänzt nach Johann Hübner: Genealogische Tabellen: .
Die Filiation der einzelnen Personen ist unsicher. Die Künigl wurden nach der Ehrenburg in Südtirol benannt, welche sie um 1360 nach dem Erlöschen der Erenburch erwarben.
A1. Rudolph Kunig von Ehrenburg (* 1145; † 1224)
B1. Christian I. Kunigl
C1. Peter Kunigl von (Vitzthum) ⚭ Romeneja von Hasenried 
D1. Otto
D2. Jakob
D3. Christian II. († 1347)
E1. Johann († 1398), Domherr
D4. Ludolph, lebte 1360
B2. Arnold I. († 1288) († 6. Dezember 1284)
C1. Otto († 1316)
D1. Arnold II.
E1. Stephan Künigl († 1411) → siehe Hauptlinie nach Stephan
B3. Heinrich Chunig, gen. 1260 als Rex und 1269

### Hauptlinie nach Stephan
Stephan Künigl († 1411), erbaute die Schlosskirche der Ehrenburg ⚭ I Barbara Wirsung/Würsung von Müll, ⚭ II Barbara Neuwirth von Bruneck
A1. [I] Barbara (gen. 1432) ⚭ Petrus von Moß oder Petrus von Raganz
A2. [I] Veronika († 1466) ⚭ I Burckhard Weichler von Schälking († 1436), ⚭ II Jakob von Luttach
A3. [I] Georg I. (* 1396/1411 ; † 1470), seit 1419 mit Bruder Castor Verwalter der Familiengüter ⚭ I Anna von Neuhausen († 1430), ⚭ II Dorothea von Neunkirchen/Neukirchen († 1443), ⚭ III Margaritha/Margaretha von Weinegg/Weineck († 1474)
B1. [I] Sigismund († 1493) ⚭ Anna Raganz To. v. Georg Ragants von Braunegg/Brauneck
C1. Gregor († 1504) starb im Jugendalter in Wien
C2. Anna († 1482)
B2. [I] Christian (gen. 1437), Priester und Kaplan in Kiens
B3. [I] Barbara († 1498) 1472–1498 Äbtissin von Kloster Sonnenburg (s. Schloss Sonnenburg)
B4. [II] Leonhard († 1477) ⚭ Katharina Trautson von Sprechenstein
B5. [II] Wolfgang († 1477) in aula Comitum de Zili 1446
B6. [II] Martha ⚭ I Othmar von Blumenegg, ⚭ II Sigismund von Liebeneg
B7. [II] Gabin/Gabinius († 1492) ⚭ Katharina Cleß/Cless († 1497) To. v. Ritter Georg Glöss/Cless und Margarita von Thun
C1. Barbara ⚭ Georg Khuen von Belasy
C2. Emerentiana ⚭ Wilhelm von Wolkenstein
C3. Kaspar II. (* 4. Mai 1481; † 13. September 1541), fürstbischöflich Trienter Obersthofmeister und später kais. Rat, Statthalter des Fürstentums Brixen, Vizestatthalter in Innsbruck etc. ⚭ I N von Freundsberg, ⚭ II Barbara von Welsberg/Welsperg († 1549), To. v. Christoph von Welsperg und Veronika von Neideck.
D1. [II] Joachim, starb jung
D2. [II] Georg, starb jung
D3. [II] Kaspar III. († 1548), starb jung
D4. [II] Bernhard II. Künigl (* 14. Jänner 1529; † 7. April 1575), Domherr zu Brixen/Trient, nachdem alle seine Brüder kinderlos starben, heiratete er 1551 mit päpstlicher Erlaubnis Elisabeth von Welzer zu Eberstein (* ; † 17. Mai 1583) To. v. Moritz von Welzer zu Eberstein (1500–1555) und Maria Tänzl von Trazberg (1506–1560), damit der Stamm fortgesetzt wird; seit 1563 Freiherr „von Ehrenburg“.
E1. Johann Kaspar (* 1559; † 17. Dezember 1633), erzherzogl. Rat, ⚭ Barbara Freiin von Wolkenstein-Rodenegg (* 1568; † 1636) To. v. Christoph Frhr von Wolkenstein-Rodenegg (* 25. September 1530; † 26. Mai 1600) und Ursula Frn Spaur zu Pflaum und Valör/Valer (* 11. August 1532; † 22. Februar 1575)
F1. Christian, starb jung
F2. Ursula Christina, Nonne
F3. Barbara (* 1591; † 7. August 1681), ⚭ Georg Trapp (* 1586; † 9. August 1631 Ulten)
F4. Elisabeth, starb jung??
F5. Veit Ernst (* 30. Mai 1595; † 18. Jänner 1664 Innsbruck), erzherzogl. Geh. Rat u. Km., 1632 Landmarschall-Amtsverwalter, erzherzogl. Obersthofmeister, seit 1650 Erbland-Truchseß von Tirol, seit 4. März (Mai) 1662 Grafenstand ⚭ 30. Mai 1627 Kunigunde Elisabeth Frn zu Königsegg-Aulendorf (* 1601; † 6. Oktober 1663), To. v. Johann Georg Frhr zu Königsegg-Aulendorf († 29. August 1622 Blaichach) und Kunigunde Frn von Waldburg zu Wolfegg (* 1570; † 24. November 1604)
G1. Anna Maria
G2. Johann Georg (* 23. März 1628 Ehrenburg; † 18. August 1697 Innsbruck) k.k. w. Geh. Rat und Landeshauptmann in Tirol, ⚭ 16. Oktober 1656 in Kisslegg Maria Anna Wilhelmine von Vitzthum von Eckstädt (* August 1640; † 1. Jänner 1697 Innsbruck), To. v. August Vitzthum von Eckstädt (* 1596; † 27. Juli 1640) und Susanna Gfn Khuen von Belasy zu Liechtenberg und Gandeck (* 1610; † 15. November 1669)
H1. Anna Elisabeth (* 1657; † 1727) kaiserl. Kammerfräulein, seit 1688 Karmeliterin
H2. Karl Joseph (* 1658; † 1698) oberösterr. Regimentsrat und Domherr zu Trient
H3. Anna Maria (* 1660; † 1687) ⚭ Ferdinand Graf Spaur zu Obervalör (* ; † 1717), k.k. w. Geh. Rat
H4. Sigmund Anton (* 1661; † 1677) Domherr zu Brixen
H5. Johann Georg Sebastian Günter (* 20. Jänner 1663; † 29. November 1739) k.k. Geh. Rath, Landeshauptmann in Tirol, ⚭ 1687 Gabriele Gräfin Mauléon (* 3. Juni 1666; † 29. November 1740) → Tirolische Linie und Böhmische Linie
H6. Veit Dominicus (* 1667; † ) Obristwachtmeister
H7. Maria Claudia (* 1669; † 6. Dezember 1710) k.k. Hofdame, ⚭ 21. Mai 1691 Leopold Mathias Fürst von Lamberg, Landgraf zu Leuchtenberg (* 20. Februar 1667; † 10. März 1711), Oberstallmeister Kaiser Joseph I.
H8. Kaspar Ignaz (* 17. März 1671; † 24. Juli 1747), seit 1702 Fürstbischof von Brixen
H9. Maria Theresia (* 12. Februar 1673 Ehrenburg; † 18. Februar 1745 Innsbruck) ⚭ 14. Mai 1696 Franz Karl Gf von Clary und Aldringen zu Töplitz (* 29. Jänner 1675; † 20. Jänner 1751)
H10. Thomas Bernhard (* 21. Dezember 1675; † 14. März 1732) ⚭ Anna Felicitas von Welsperg, verw. von Liechtenstein († 1731) -> Linie nach Thomas Bernhard
G3. Claudia Maria, starb jung
G4. Christoph
F6. Margaretha Katharina ⚭ Cyprian Händel (Hendl von Goldrain)
F7. Felicitas, starb jung??
F8. Anna Maria
D5. [II] Kaspar IV. († 1548)
C4. Christina, starb jung
C5. Georg, starb jung
C6. Maria (* um 1485) ⚭ 1532? Johannes Graf von Montfort († 1547), seit 1541 Kammerrichter, Sohn von Hugo III. (I. von Tettnang), Graf von Montfort-Tettnang († 1509) und Anna Siguna Gräfin zu Zweybrück
C7. Mariana, starb jung/ledig
C8. Regina ⚭ Burckhard von Brandeis
C9. Katharina, Nonne
B8. [II] Agnes ⚭ NN von Weinegg
C1. Augustin von Weinegg, Letzter dieses Geschlechtes, Kaspar II. erhielt deren Veste Warth (Gemeinde Eppan) und das Wappen der Weinegger
B9. [II] Anna, Nonne in Kloster Sonnenburg
B10. [II] Ursula ⚭ I Christoph Reifer von Altspaur, ⚭ II Heinrich/Hartneid Truchseß von Hauss
B11. [II] Elisabeth ⚭ Konrad von Hörnberg/Hornberg in Kärnten
B12. [II] Bernhard I., gen. 1479
B13. [III] Christine ⚭ 1490 Gratia Dei/Gottdank zu Spaur und Flavon (* 1495, † 1549), -> Linie der zu Spaur
B14. [?] N (Tochter) ⚭ 1466? Kaspar von Rottenstein
A4. [I] Kaspar I. lebte 1419
A5. [I] Castor I. († 1440) seit 1419 mit Bruder Georg Verwalter der Familiengüter, ⚭ I Margaretha von Vaß/Vas, ⚭ II Elisabeth von Eps
B1. Agnes ⚭ Petrus von Reisperg
B2. Wandula, Nonne
A6. [I] Johannes († 1437) Kaplan in der Pfarre Kiens, Domherr zu Brixen

### Linie nach Thomas Bernhard
A1. Johann Bernhard Thomas (* 2. Jänner 1675 Innsbruck; † 14. März 1732 ebd.), kais. Km., o.ö. wirkl. Geh. Rat u. Hofkammer Präs., ⚭ Innsbruck 15. Oktober 1702, Johanna Maria Felicitas Gfin von Welsperg zu Primör († 1731, Innsbruck), verw. Gfin von Lichtenstein zu Castelcron († 1731), To v. Johann Siegmund Anton Gf v. Welsberg zu Primör und Maria Felicitas Frn von Welsperg zu Primör.
B1. Maria Elisabeth (* 30. Jänner 1713; † 1740) ⚭ Gaudenz Gf. v. Wolkenstein-Trostburg, Frhr. zu Neuhaus
B2. Innocenz Karl Anton (* 4. Juni 1714; † 28. Juni 1764), k. k. Km. u. o.ö. Regiments-Vize-Präs. ⚭ I Maria Maximiliana Przssin. v. Hohenzollern-Hechingen († 1744), To. v. Friedrich Wilhelm Fst. v. Hohenzollern-Hechingen und Maria Magdalena Frn von Lützau, ⚭ II Innsbruck 9. Mai 1746 Maria Elisabeth Barbara Gfn Fugger v. Glött, StkrD., To v. Anton Ernst Gf. Fugger v. Glött und Elisabeth Theresia Trautson Gfn v. Falkenstein
C1. Maria Elisabeth (* 24. Juli 1753), Stiftsdame
C2. Kaspar Joseph (* 12. Mai 1754)
C3. Maria Theresia (* 15. Juli 1755) ⚭ Johann Baptist Frhr von Deuring
C4. Franz Xaver Joseph († 1801), Regensburger Domkapitular, letzte der Linie
C5. Maria Walpurga (* 13. März 1760), Stiftsdame
C6. Johann Nepomuk (* 27. Oktober 1761)

### Tirolische Linie
Johann Georg Sebastian (* 20. Jänner 1663; † 29. November 1739) k. k. Geh. Rat, Landeshauptmann in Tirol, ⚭ 1687 Gabriele Gräfin Mauléon de la Bastide (* 3. Juni 1666; † 29. November 1740) To. v. Charles François Comte Mauléon de la Bastide, Seigneur d'Antigny-la-Tour etc. († 27. September 1668 Soulosse-sous-Saint-Elophe) und Anne Catherine de Cicon, Dame de Richecourt († nach 1696), gründete die Tirolische Linie, sein ältester Sohn Leopold Joseph die Böhmische Linie
A1. Leopold Josef (* 12. Juni 1688 Innsbruck; † 17. November 1727 Prag) ⚭ I 4. Juni 1712 Maria Josefa Gfn Czernin von Chudenitz (* 4. September 1690 Prag; † 11. November 1726 ebenda), To. v. Thomas Zachaeus Gf Czernin von Chudenitz (1666–1700) und Susanna Renata Gfin von Martinicz ⚭ II Maria Aloisa Gfn Lazansky, To v. Adam Veit Gf Lazansky und Maria Katharina Gfn Fugger, → Böhmische Linie
A2. Maria Theresia (* 23. Mai 1690 Bozen; † 4. Februar 1721 Dresden) ⚭ Jänner 1707 Johann Georg Raphael Gf. von Clary und Aldringen (* 11. Mai 1688 Dobrican; † 27. April 1721 ebenda)
A3. Maria Anna/Marianna Regina (* 7. September 1691; † um 1740) kais. Hofdame, kursächs. erstes Kammerfräulein bis 1731, Braut von Karl Spinola und dessen Erbin, ging dann zu ihren Eltern nach Tirol
A4. Josef Franz Iganz (* 5. Juni 1693; † 1759) Deutsch-Ordensritter und Comtur zu Sterzing, kurköln. und kurbayr. Km. und Generalmajor
A5. Franz Josef Dominik auch Franz Alexander Josef (* 15. Juli 1695; † 13. Juni 1754), Domherr, Domscholastiker und Hofkammer-Präsident zu Salzburg
A6. Johann Josef Philipp Nerius (* 15. November 1696; † 17. November 1770) k. k. wirkl. Geh. Rat u. Km., Oberst Küchenmeister Ks. Franz I., Ritter des Ordens vom Goldenen Vlies, Obristhofmeister des Großherzogs v. Toskana etc. ⚭ 1726 Maria Barbara Judith Gfn Starhemberg a. d. H. Riedegg (* 20. April 1705; † 6. Oktober 1763), StkrD, To. v. Gundacker Gf. von Starhemberg a. d. H. Riedegg (1652–1702) und Maria Anna Herrin von Rappach, Frn auf Allensteig, Breiteneichen, Bruno u. Reinsbach (1654–1721)
B1. Leopold Josef Johann Bapt. Johann Nep. (* 20. Dezember 1726 Lunéville, Lothringen; † 1. Mai 1813 Innsbruck) Herr zu Kampanus, Schöneck, Michaelsburg etc., k. k. w. Geh. Rat u. Km. Vizepräsident des Oberösterr. Guberniums in Innsbruck, etc. ⚭ 21. Oktober 1754 seine Cousine Anna Gabriela Künigl Gfn zu Ehrenburg, Frn von Warth (* 29. Mai 1738 Innsbruck, + 6. Juni 1775 ebd.), StkrD, To v. Alexander Joseph Künigl Gf zu Ehrenburg, Frhr. v. Warth und Maria Antonia Trautson Gfn v. Falkenstein, Frn zu Sprechenstein u. Schroffenstein a. d. fürstl. H.
C1. Leopold Philipp (* 9. Dezember 1764 Innsbruck; † 10. Jänner 1851 oder 1813? Ehrenburg) k.k. w. Geh. Rat u. Km, fürstl. Salzburger Obristjägermeister ⚭ 20. Juni 1791 Maria Crescentia Gfn Thurn-Valsassina und Taxis (* 30. Mai 1766; † 20. März 1835), StkrD, To. v. Josef Gf Thurn-Valsassina und Taxis und Maria Josepha Gfn von Wilczeck
D1. Leopold Josef (* 5. September 1794 Salzburg; † 29. Oktober 1874 Ehrenburg), Inhaber der Pfandherrschaften Michaelsburg und Toblach, Herr und Landmann in Tirol, k.k. Km., ⚭ 15. November 1824 Maria Ferdinandina Gfn von Bissingen und Nippenburg (* 18. August 1801 Innsbruck; † 17. Juli 1842 ebenda), StkrD, To v. Ferdinand-Ernst Gf v. Bissingen und Nippenburg und dessen zweiter Ehefrau Maria Theresia Gfn Thurn-Valsassina und Taxis,
E1. Ida (* 23. September 1826; † )
E2. Emil (* 13. März 1828) k. k. Oberlieut. in d. A.;
E3. Carl Maria Anton Leopold Ferdinand Josef Leonhard (* 2. Mai 1829 St. Lorenzen, Südtirol; † 6. Juni 1912) k.k. Km u. Hptm i. R., ⚭ I 1860 Bertha von Reichardt [ger. gesch. 1875] ⚭ II 9. März 1878 in Dresden Martha von Tasch (* 31. Dezember 1856 Glauchau; 9. November 1937 Ehrenburg) To. v. Gustav Anton von Tasch (1811–1881) und Selma Julie Boericke (1818–1891)
F1. [II] Erich Gustav Carl Gottfried (* 20. Juni 1880; † 3. Dezember 1930 Bruneck, Südtirol), K. u. K. Rittm. d. Res. ⚭ 14. Mai 1903 in Greiz, Emma Karoline Hermine Marie Przssin Reuss Ä. L. (* 17. Jänner 1881 Greiz; † 6. Dezember 1961 Ehrenburg) To. v. Heinrich XXII. Fst. Reuss Ä. L. (1846–1902) und Ida Mathilde Adelheid Przssin zu Schaumburg-Lippe (1852–1891)
G1. Marie Hermine (* 7. März 1904 Ehrenburg; † 22. Oktober 1981 Klagenfurt) ⚭ 6. September 1924 in Ehrenburg Otto Daublebsky Frhr von Sterneck zu Ehrenstein (* 13. Jänner 1902, Schloss Hornstein, Kärnten, gefallen Nevel-Gorodok, Russland, 19. Oktober 1942)
G2. Carl Heinrich (* 17. April 1905 Ehrenburg; † 14. Dezember 1995) ⚭ 10. Dezember 1931 in Gries bei Bozen Ilsa Liane Helga Daniela Gfn von Platen-Hallermund (* 26. März 1908 Wilmersdorf bei Berlin; † 5. Februar 1955 Innsbruck) To. v. Julius Christian Karl Gf von Platen-Hallermund (1861–1941) und Helga von Erlin (1878–1950)
H1. Marie Elisabeth (* 1932)
H2. Erica (* 24. Jänner 1935; † 15. Mai 1981) ⚭ 23. April 1955 in Trins Leopold Künigl Gf zu Ehrenburg (* 1917)
H3. Margarethe (* 1939) ⚭ 1961 Jürgen Teckemeyer
H4. Christiane (* 1939)
H5. Erich Julius Otto (* 1942) ⚭ 1970 Margarete Auer (* 1941)
I1. Alexander Carl (* 1971)
I2. Dagmar (* 1973)
I3. Barbara Gabriela (* 1978)
E4. Heinrich (* 18. November 1831 ), k.k. Oberleutnant
E5. Leopold Ferdinand Maria Leonhard Peregrin Blasius Antonius de Padua Aloisius (* 2. Februar 1833 Wien; † 2. Februar 1908 Innsbruck), K. u. K. Hptm.., ⚭ Josephine Walde (* 13. März 1857 Bruneck; † 2. Februar 1945 Innsbruck), To v. Johann Walde und Ursula Huber.
F1. Ferdinand Josef Leopold Maria Arnold (* 17. Februar 1878; † 30. August 1955 Innsbruck)
F2. Emil Maria Josef Leopold (* 2. April 1879; † 22. Juli 1929 Riedering) ⚭ Ilka Markl (* 19. November 1881 Marburg a. Drau; † 1937 Graz)
F3.Leopold Franz Josef Maria Ferdinand Gotthard (* 5. Mai 1880; † 18. Juni 1965 Steinach, Bez. Innsbr.), K. u. K. Obstlt. a. D., Ritter des Ordens vom Goldenen Vlies ⚭ Gisela Frn von Lattermann (* 18. August 1886 Amstetten; † 26. Jänner 1959 Innsbruck), To. v. Cäsar Frhr. v. Lattermann und Marie Edle von Pichler.
G1. Robert Leopold Maria Cäsar Erich Gustav Adolf (* 1916; † 16. Juli 1987), Oberstlt. d. österr. Bundesheeres i. R., Ehr u. Dev. Rr. d. Souv-Malt-Rr.Ord. ⚭ Hedwig Rameck, To. v. Karl Ramek und Anna Keller.
G2. Maria Leopold Adolf Emil Giselbert Alexander (* 2. Februar 1917; † 14. Februar 1999) ⚭ Erica Künigl Gfn zu Ehrenburg, Frn v. Warth, To. v. Carl Heinrich Künigl Gf zu Ehrenburg und Ilsa-Liane Gfn Platen-Hallermund.
I1. Christian (* 1955) ⚭ Marianne Putz
I2. Markus (* 1957)
I3. Alexandra (* 1962)
I4. Thomas (* 1965)
G3. Maria Elisabeth Gisela Viktoria Rosa Josefine (* 1924) ⚭ Otto Gf von Sarnthein (* 19. Juli 1902 Neulengbach, † 9. November 1962 Triens).
F4. Alexander Josef Maria Leopold Gerhard (* 23. September 1883 Innsbruck; † 29. Juli 1972 Hall i. T.) ⚭ Antonia Plattner (* 30. August 1884 Neumarkt i. Tirol; † 6. März 1972 Hall i. T.)
G1. Alexander Anton Josef Maria Leopold (* 12. Juni 1908; † 3. Dezember 1979)
E6. Ferdinand (* 27. Jänner 1837; † 31. Dezember 1898), Auscultant bei dem k.k. Landgerichte zu Innsbruck ⚭ Anna Mathilde Crescentia Emma Gfn von Preysing-Lichtenegg (* 26. November 1851 Regensburg), To. v. Johann Anton Georg Ludwig von Preysing-Lichtenegg von Altenpreysing (1811–1889) und Mathilde Frn von Oberkirch (1825–1900)
E7. Erich (* 26. November 1839), k.k. Oberlieutenant ⚭ Valerie Tschebulcz Edle von Tschebuly (* 24. Dezember 1848 Pressburg)
E8. Tochter
E9. Tochter
D2. Alexander Johann (* 29. April 1795) k.k. Hauptmann in d. Art., ⚭ 1841 Friderike Gfn Bissingen-Nippenburg (* 21. Oktober 1798)
D3. Crescentia Theresia (* 3. Oktober 1797) ⚭ I Leopold Frhr von Laßberg († 1835), ⚭ II Franz von Walter († 1843)
D4. Friderike (* 15. Oktober 1800 ) ⚭ Johann Nepomuk Gf Trapp († 1846)
D5. Anna Maria (* 15. Oktober 1803) ⚭ I 1821 Johann Karl Gf Preysing († 1827), ⚭ II Ernst Frhr von Eckhardt († 1837)
D6. Ferdinand Felix (* 23. Juni 1805) k.k. Major in d. A., am 22. Mai 1848 bei Lodron militärischen Ruhm erworben
D7. Johann Nepomuk (* 2. Februar 1808) investierter Propst der Schlosskirche zu Ehrenburg
C2. Judith (* 13. August 1769) ⚭ 21. November 1790 Karl Frhr von Welden zu Hochaltingen und Groß Laubheim
C3. Alexander Joseph (* 3. Jänner 1771; † 17. Februar 1800)
C4. Maria Gabriela Josefa (* 30. Mai 1773) ⚭ 1789 Heinrich Felix / Josef Felix Gr von Spaur, Churmainzer Oberamtmann zu Bischofsheim
A7. Sebastian Joseph Andreas (* 30. November 1697; † 1727) trat 1713 in den Benediktinerorden
A8. Anton Joseph (* 20. Juni 1699) trat 1716 in den Servitenorden (Ord. Servor. S. Mariae) ein
A9. Anton (* 1702; † 1703)
A10. Alexander Josef Johann Siegmund Karl (* 15. Jänner 1704; † 16. August 1781) 1726 oö Hofkammerrat, 1738 Obrist-Marschallsamtsverwalter, 1740 Kammerherr der Kaiserin Elisabeth und Obrist über ein Regiment Schützen im bayr. Krieg, zuletzt seit 1748 Obristjägermeister in Tirol und k.k. w. Geh. Rat, starb als Geschlechtsältester, ⚭ 8. November 1735 Maria Antonia Xaveria Gfn Trautson (* 7. Jänner 1706; † 28. Oktober 1778) Sternkr.-Ord-Dame, To. v. Johann Leopold Donatus von Trautson, Fürst zu Falkenstein (1659–1724) und Maria Theresia Ungnad, Gfn von Weissenwolff (1678–1741)
B1. Maria Gabriela/Anna Gabriela (* 29. Mai 1738 Innsbruck; † 6. Juni 1775 ebenda) Sternkr.-Ord-Dame, ⚭ 21. Oktober 1754 in Innsbruck ihren Cousin Graf Leopold Franz Josef Künigl
B2. Maria Anna (Maria Antonia) (* 10. November 1743 Innsbruck; † 11. Oktober 1798 Linz) ⚭ I 1763 Christoph Vinc(enz) Gf Migazzi († 13. Juni 1770), k. k. Kämmerer und Obrist, ⚭ II November 1771 Graf Christoph Wilhelm II. von Thürheim (* 3. Jänner 1731 Linz; † 29. Juli 1809 ebenda)
A11. Carolina Anna Eleon(ore) (* 30. Juni 1706; † 1775) Sternkreuzordens-Dame, ⚭ 18. Oktober 1725 Josef Sebastian Gr Clary und Aldringen († 3. Februar 1748), stirbt als Witwe

### Böhmische Linie
Daten ergänzt aus Leo's Genealogics Website
Leopold Joseph Graf Künigl (* 12. Juni 1688; † 13. November 1727) ⚭ I Josepha Gfn Czernin (* 4. Februar 1690; † 11. November 1726), ⚭ II Aloisa Gfn Lazansky, zweite Ehe 1729 mit Franz Wenzel Frhr von Reisky, dritte Ehe 1743 mit Ferdinand Franz Gf v. Morzin,
A1. [I] Wenzel (* 20. April 1716; † 5. August 1738), Domherr
A2. [I] Josepha (* 1717) starb jung
A3. [I] Sebastian Franz/Sebastian Josef (* 11. Dezember 1720; † 20. September 1783) ⚭ 23. Jänner 1745 Maria Theresia Gfn Czernin (* 16. Oktober 1724; † 12. Jänner 1800 Prag) To. v. Johann Wenzel Gf Czernin von Chudenitz (1667–1743) und Maria Theresia Frn von Knöringen a. d. H. Kressberg
B1. Kaspar Hermann, (* 18. November 1745; † 28. April 1814), Kreishauptmann und Kämmerer in Prag und Freimaurer, ⚭ I Maria Theresia Gfn Clamm, (* 16. Dezember 1753; † 1799) To. v. Gf Christoph Clam, k.k. Kämmerer und Geh. Rat u. Maria Aloysia Gfn Colonna von Völs, ⚭ II 4. August 1801 in Bezdiekau Sophie Bauer (* 28. Juli 1748 Bayreuth; † 10. August 1817 Prag)
C1. [I] Theresia (* 17. April 1779 Prag; † 21. April 1855 Wien) ⚭ Vincenz Gf von Morzin (* 8. Juli 1767 Lukavice; † 30. September 1803 Pilsen), k.k. Km. u. Oberst.
C2. [II] Amalia (* 30. Mai 1790 Prag; † 23. März 1823 Wien) ⚭ Johann Joseph Georg Rehm (* 28. Februar 1788, Bad Kissingen, † 18. Mai 1835 Jindrichu Hradec) k.k. Major.
B2. Philipp Wenzel (* 7. Februar 1763 Bezdiekau; † 16. August 1835 Prag), bis 1793 Malteser Ordensritter, k.k. Hptm, ⚭ 29. November 1793 in Pesvár Karoline von Weisser (* 3. Jänner 1770 Stuhlweissenburg; † 20. Juli 1847 Prag)
C1. Vincenz (* 19. August 1801; † 22. März 1868? Graz), k.k. Generalmajor
C2. Carolina (Anna) (* 3. August 1794) Haller Stiftsdame
C3. Maria (* 1. Juni 1799)
C4. Alois (Aloys) David (* 28. April 1808 Königgrätz; † 21. Oktober 1870 Graz), k.k. Generalmajor ⚭ 28. November 1860 in Prag, Anna Karoline Troyer von Aufkirchen und Thurn (* 12. April 1836 Prag; † 9. Februar 1906 Graz), To. v. Eduard Troyer von Aufkirchen und Thurn, k.k. Hptm. und Anna Maria Firbas.
D1. Maria Anna (* 11. September 1864 Prag; † 17. April 1947 Graz) ⚭ 16. November 1884 in Graz, Rudolf Edler von Chavanne (* 23. Juni 1850 Bela Crkva, Banat; † 30. Oktober 1936 Graz) General der Infanterie
D2. Hermann Vincenz (* 25. Februar 1866; † 25. Mai 1910 Graz) ⚭ 26. September 1899 in Hardt Friederike von Reininghaus (* 12. März 1876 Graz; † 7. September 1941 ebenda)
E1. Philipp Dietrich Peter Alois Anton (* 27. Juli 1900 Graz; † 3. September 1971 Meran) ⚭ I 1920 Thea Gfn Kinsky von Wchinitz und Tettau (* 1. Februar 1900, Wien; † 28. Juni 1956, ebenda), ⚭ II 1933 Louisa Sényi de Nagy-Unyom (* 1905),
F1. [I] Philipp Ernst Alexander Hermann Karl Anton (* 1921) ⚭ Takako Sugiyama (* 1936)
G1. Federica Beatrice Maria Dorothea Aloisia Utako Renata Gabriella (* 1965)
G2. Alexander Philipp Paul Hermann Iwao Johannes Karl Manfred Franziskus (* 1968)
F2. [I] Paul Anton Andreas Valentin (* 11. Juni 1924 Meran; † 27. Jänner 1949 Hochzirl bei Innsbruck)
F3. [II] Beatrix Josefa Irene Alexandra Maria (* 1937)
E2. Leopold Josef (* 5. September 1901 Graz; † 17. Februar 1962 Quebec, Kanada) ⚭ 1930 Tatiana Prinzessin Obolensky (* 24. Oktober 1906 Moskau; † 7. September 1984 Calgary)
E3. Veit Dominicus (* 1904) ⚭ 1938 Ida Cupanko (* 6. November 1907 Mahrenburg an der Drau; † 21. Mai 1978 Graz)
F1. Georg Alexander Veit (* 1932) ⚭ 1962 Edith Luschin von Ebengreuth (* 1940) To. v. Arnold Luschin von Ebengreuth und Elsa Kurz
G1. Katharina Maria Bernadette (* 1963)
G2. Teresa Maria Clothilde (* 1964)
G3. Clemens Veit Roman Arnold George (* 1967)
G4. Elisabeth Agnes Sophia Anna (* 1971)
E4. Marie Gabriela (* 1907) ⚭ 1935 ihren Cousin Karl Joseph Künigl (1899–1976)
D3. Karl Franz Joseph (* 4. Oktober 1867 Prag, † 18. September 1920 Graz) ⚭ 4. Jänner 1897 in Laibach Anna Payk/Pajk (* 26 Apr 1874, Pettau; † 11. September 1957, Graz) To. d. Josef Pajk, k.k. Staatsanwalt und Anna Edle von Schildenfeld
E1. Karl Joseph Alois (* 9. Mai 1899 Laibach, † 8. November 1976 Graz) ⚭ seine Cousine Marie Gabriela Künigl (* 1907)
F1. Maria Elisabeth (* 1936) ⚭ 1961 Ferenc/Franz Xaver Boroviczény de Kisvárda (* 1932)
G1. Christoph (* 1963)
G2. Stephan (* 1964)
G3. Margit (* 1967)
F2. Maria-Anna (* 1940)
F3. Leopold Maximilian Bernhard Veit (* 1944 Reichenberg, Böhmen) ⚭ 1968 Christiane Jütte (* 1943)
G1. Marie-Therese (* 1970)
G2. Bernadette Maria Elisabeth (* 1973)
G3. Cecile Marie-Gabrielle (* 1978)
B3. Hermann Peter (* 24. April 1765; † 30. Mai 1853), k.k. wirk. Geh Rat u. Feldzeugmeister
A4. [I] Maria Katharina (* 20. Juni 1724; † 12. August 1784) ⚭ Johann Nepomuk Gr Trapp († 1758)

## Abkürzungen und Erklärung

### Erklärung
Durch Fettschrift sind die wichtigsten Personen der Liste hervorgehoben (wichtige Personen in der Reihe der Stammlinie), ebenso übliche Vornamen bei mehreren Vornamen und verwandtschaftliche Nähe bei Heiraten in der Familie (zur besseren Auffindbarkeit).
| Text         | bedeutet                                              | oder                    |
| 1848/50      | 1848 ODER 1850                                        |                         |
| 1848–50      | VON 1848 BIS 1850                                     | zwischen 1848 und 1850  |
| 1848?        | fraglich oder unsicher                                |                         |
| Hanns (Hans) | kursiv Original-, in Klammer die heutige Schreibweise |                         |
| Hans/ Hanns  | verschiedene Schreibweisen                            | gleichwertige Varianten |
| (Hanns)      | weitere Schreibweise                                  | Variante                |

### Abkürzungen und Symbole
| *      | geboren                 | R.           | Ritter                       | NÖ, nö     | Österreich unter der Enns , -isch |
| ~      | getauft                 | Hr           | Herr                         | OÖ, oö     | Österreich ob der Enns , -isch    |
| ⚭      | Eheschließung, Hochzeit | Frhr / Frfr  | Freiherr / Freifrau          | Ktn, ktn   | Kärnten, kärntnerisch             |
| %      | Scheidung, geschieden   | Frn          | Freiin                       | Stmk, stmk | Steiermark, steirisch             |
| †      | gestorben               | Gf / Gfn     | Graf / Gräfin                | Tir, tir   | Tirol, tirolerisch                |
| X      | gefallen                | Km           | Kämmerer                     | Slb, slb   | Salzburg, salzburgisch            |
| ▭      | begraben in             | (w) Geh. Rat | (wirklicher) Geheimer Rat    | Böh, böh   | Böhmen, böhmisch                  |
| gen.   | genannt                 | Verord.      | Verordneter (der Landschaft) | Mähr, mähr | Mähren, mährisch                  |
| rel    | kirchliche Hochzeit     | Verord.Ri.   | Verordneter des Ritterstands | Krn, krn   | Krain, krainer                    |
| civ    | zivile Eheschließung    | Verord.Hr.   | Verordneter des Herrenstands | Ung, ung   | Ungarn, ungarisch                 |
| To. v. | Tochter von             | Hptm         | Hauptmann                    | erbl.      | erbländisch                       |
| StkrD  | Sternkreuzorden-Dame    |              |                              |            |                                   |